# Carlota Petchamé
Carlota Petchamé Bonastre (Matadepera, 25 juni 1990) is een Spaanse hockeyster.

## Levensloop
Petchamé werd actief op zesjarige leeftijd in het hockey. Ze was achtereenvolgens actief bij Atlètic Terrassa, KHC Leuven en Antwerp HC. In 2016 keerde ze terug naar Spanje en werd ze actief bij Júnior FC.
Daarnaast is ze actief bij de Spaanse nationale ploeg. In deze hoedanigheid nam ze onder meer deel aan de Olympische Zomerspelen van 2016 en 2020, alsook aan de wereldkampioenschappen van 2018.
Ze is de nicht van Berta en Silvia Bonastrea die eveneens actief ijn het hockey.